# روبرت ليفينغستون ألين
روبرت ليفينغستون ألين (بالإنجليزية: Robert Livingston Allen) هو لغوي أمريكي، ولد في 1916 في همدان في إيران، وتوفي في 9 أكتوبر 1982.